# Miho Takeda (illustratrice)
Pour les articles homonymes, voir Takeda et Miho Takeda.
Miho Takeda (武田 美穂, Takeda Miho) est une auteure illustratrice d’albums illustrés jeunesse. Elle est traduite et éditée en France par les éditions nobi nobi !.

## Biographie
Miho Takeda est née le 28 décembre 1959 à Tokyo. Elle entre à la faculté d’arts de l’université Nihon, section peinture à l’huile.
Miho Takeda raconte le quotidien des plus petits.[réf. nécessaire]
Elle crée les personnages de Ganko (ざわざわ森のがんこちゃん, zawazawamori no gankochan), une émission pour enfants dont les personnages sont des marionnettes représentant des animaux et qui sera diffusée sur la chaîne de télévision NHK.
Elle collabore à différentes histoires illustrées avec d'autres auteurs pour la jeunesse mais écrit également ses propres récits.

## Prix reçus
- Prix National du Livre d’images avec Tonari no seki no Masuda-kun (となりのせきの ますだくん) (traduit en Mon voisin Masuda)[1]
- Prix Culturel des éditions Kodansha avec Tonari no seki no Masuda-kun[1]

## Œuvres

### En version originale

#### Auteur et illustratrice
Série Masuda-Kun (ますだくん), édité chez Poplar Publishing Co. LTD. (ポプラ社)
- となりのせきのますだくん, 1991
- ますだくんのランドセル, 1995  (ISBN 4591043371)
- ますだくんの1ねんせい日記, 1996
- ますだくんとはじめてのせきがえ, 1996
- ますだくんとまいごのみほちゃん, 1997

Édité chez Kaiseisha (偕成社)
- あしたえんそく, 1987

Autres édité chez Poplar Publishing
- あしたえんそく, 1987
- スーパー仮面はつよいのだ, 1989
- ふしぎのおうちはドキドキなのだ, 1991
- きょうはすてきなおばけの日！, 1992
- あいうえおちあいくん, 1994
- きょうはすてきなくらげの日！, 1998
- すみっこのおばけ, 2000

#### Pour la télévision
- zawazawamori no gankochan (ざわざわ森のがんこちゃん), pour la NHK.
- やんちゃるモンちゃ, pour la NHK.

### Emballage
- Illustration de トラベルミン, pour l'entreprise pharmaceutique Eisai Co.,

### Traductions en français
- Mon voisin Masuda (となりのせきの ますだくん), éditions nobi nobi !  (ISBN 2918857173)
- Le Mons'trouille, éditions nobi nobi !  (ISBN 2918857270)